# Artabotrys madagascariensis
Artabotrys madagascariensis Miq. – gatunek rośliny z rodziny flaszowcowatych (Annonaceae Juss.). Występuje endemicznie na Madagaskarze. 

## Morfologia
PokrójZimozielone i zdrewniałe liany dorastające do 5–6 m wysokości.
LiścieMają kształt od eliptycznie podłużnego do owalnego. Mierzą 5–11 cm długości oraz 2,5–4 cm szerokości. Są skórzaste. Nasada liścia jest rozwarta. Wierzchołek jest spiczasty. Ogonek liściowy jest nagi i dorasta do 2 mm długości.
KwiatySą pojedyncze lub zebrane w parach. Rozwijają się w kątach pędów. Działki kielicha mają trójkątny kształt i dorastają do 3 mm długości. Płatki mają kształt od owalnego do prawie okrągłego, osiągają do 9 mm długości, są owłosione i skórzaste. Kwiaty mają owłosione słupki.
OwoceTworzą owoc zbiorowy. Mają owalny kształt. Osiągają 1,5 cm długości oraz 0,5–1 cm średnicy.

## Biologia i ekologia
Rośnie w lasach.